# Joseph Mensah (fotbalista)
Joseph Mensah (* 29. září 1994, Cheetah) je ghanský ofenzivní fotbalový záložník, v současnosti působí v klubu AC Horsens.

## Klubová kariéra
Svoji fotbalovou kariéru začal v Cheetah FC. V sezóně 2011/12 přestoupil z třetiligového klubu do Liberty Professionals, který hraje ghanskou Premier League. V sezóně 2013/14 odehrál v lize 13 zápasů, přičemž vstřelil 1 gól a 7krát byl vyhlášen nejlepším hráčem utkání. V listopadu 2013 podstoupil testy u německého druholigového týmu SpVgg Greuther Fürth. Poté o něj projevil zájem český celek SK Slavia Praha, který jej získal na půlroční hostování s případnou tříletou opcí. O hráče se ucházel i další český prvoligový klub FK Baumit Jablonec. V Gambrinus lize debutoval 23. března 2014 v utkání proti FC Vysočina Jihlava, trenér Alex Pastoor jej nasadil v základní sestavě, ale již po 25 minutách jej ze hřiště stáhl. Slavia prohrála v Edenu 1:2. Jeho premiéra byla zároveň i derniérou v české lize, po nevydařené sezoně 2013/14, kdy Slavia bojovala do posledního kola o zachování prvoligové příslušnosti, se vrátil z hostování do Ghany. Následně zamířil do dánského týmu AC Horsens.